# 末松保和
末松 保和（すえまつ やすかず、1904年（明治37年）8月20日 - 1992年（平成4年）4月10日）は、日本の歴史学者。学習院大学名誉教授。文学博士。専門は朝鮮史。

## 経歴
出生から修学期
1904年（明治37年）、福岡県田川郡弓削田村（のち田川市）生まれ。福岡県立小倉中学校・佐賀高等学校文科甲類を経て、東京帝国大学文学部国史学科に入学。1927年に卒業した。
卒業後は朝鮮総督府朝鮮史編修会に修史官として勤務。『朝鮮史』などの編修事業に従事し、1933年から京城帝国大学法文学部助教授を経て、1939年に同教授に昇格した。
戦後
敗戦にともない引上げ帰国。1947年に学習院教授に招聘され、1949年学習院大学開学とともに文政学部教授に就いた。占領終了後から児玉幸多らとともに史学科の設置準備に当たり、1961年の学科発足とともに、文学部教授となった。1951年の学習院東洋文化研究所発足に際しても、設置立案委員会主任、設置後は学習院長の兼任である所長の下で主事として実質的にその中心的役割を果たした。この年には、学位論文『新羅史の研究』を東京大学に提出して文学博士の学位を取得。更に学習院大学の図書館長を務めた後、1975年に退職して名誉教授となる。
1952年（昭和27年）より学習院東洋文化研究所主事として、『李朝実録』（56冊)などの朝鮮史料を公刊した。

## 叙勲
- 1967年（昭和42年）紫綬褒章受章。
- 1975年（昭和50年）叙勲三等授瑞宝章。
- 1992年（平成4年）叙正五位。

## 研究内容・業績
専門は朝鮮史。朝鮮古代史、古代日朝関係史を中心に朝鮮史研究の基礎を築いた。
評価
- 宮脇淳子：中国東北部の満州と朝鮮半島をつながった地域と思考して、国民国家史観にとらわれない実証研究による満鮮史研究の基礎を築いたと評した[3]。
- 宮脇淳子：「（韓国ドラマの）『善徳女王』に出てくる話は、先ほど述べた末松保和教授という、1930年代、ソウルの京城帝国大学で先生をしていた古代朝鮮史の第一人者の研究を取り入れています」と指摘している[4]。
- 浜田耕策：自著を『渤海国興亡史』（吉川弘文館、2000年）と題したことを、「『興亡史』としたことは、亡き恩師末松保和先生の『任那興亡史』の深い考察を著述に盛り込んだ文脈を慕ったからでもある」と述べている[5]。

## 著作
著書
- 『近世に於ける北方問題の進展』至文堂 1928年
- 『朝鮮歴代実録一覧』京城帝国大学 1941年
- 『任那興亡史』大八洲出版 1949年
  - 増訂版 吉川弘文館 1956年
- 『李朝実録』(全56冊) 学習院東洋文化研究所、1953-1967年
- 『新羅史の諸問題』東洋文庫 1954年
- 『日本上代史管見』笠井出版 1963年

- 『朝鮮研究文献目録』(全7冊) 東京大学東洋文化研究所附属東洋学文献センター刊行委員会 1970-1972年

著作全集
『末松保和朝鮮史著作集』(全6冊)吉川弘文館 1995-1997年
1. 1巻『新羅の政治と社会』
2. 2巻『新羅の政治と社会』
3. 3巻『高句麗と朝鮮古代史』
4. 4巻『古代の日本と朝鮮』
5. 5巻『高麗朝史と朝鮮朝史』
6. 6巻『朝鮮史と史料』